# Sorin Matei
Sorin Matei (ur. 6 lipca 1963 w Bukareszcie) – rumuński lekkoatleta specjalizujący się w skoku wzwyż, trzykrotny uczestnik letnich igrzysk olimpijskich (Moskwa 1980, Seul 1988, Barcelona 1992).
Mąż Cristieany Matei, rumuńskiej lekkoatletki.

## Sukcesy sportowe
- pięciokrotny mistrz Rumunii w skoku wzwyż – 1982, 1984, 1986, 1991, 1995[2]

| Rok  | Miasto       | Zawody                         | Konkurencja | Wynik         |
| ---- | ------------ | ------------------------------ | ----------- | ------------- |
| 1980 | Moskwa       | Igrzyska olimpijskie           | skok wzwyż  | 13. miejsce   |
| 1982 | Bukareszt    | Mistrzostwa krajów bałkańskich | skok wzwyż  | złoty medal   |
| 1983 | Izmir        | Mistrzostwa krajów bałkańskich | skok wzwyż  | złoty medal   |
| 1986 | Madryt       | Halowe mistrzostwa Europy      | skok wzwyż  | 5. miejsce    |
| 1986 | Moskwa       | Igrzyska Dobrej Woli           | skok wzwyż  | brązowy medal |
| 1987 | Indianapolis | Halowe mistrzostwa świata      | skok wzwyż  | 5. miejsce    |
| 1987 | Rzym         | Mistrzostwa świata             | skok wzwyż  | 6. miejsce    |
| 1987 | Zagrzeb      | Uniwersjada                    | skok wzwyż  | brązowy medal |
| 1988 | Budapeszt    | Halowe mistrzostwa Europy      | skok wzwyż  | brązowy medal |
| 1988 | Ankara       | Mistrzostwa krajów bałkańskich | skok wzwyż  | złoty medal   |
| 1989 | Haga         | Halowe mistrzostwa Europy      | skok wzwyż  | 5. miejsce    |
| 1991 | Sewilla      | Halowe mistrzostwa świata      | skok wzwyż  | 6. miejsce    |
| 1992 | Genua        | Halowe mistrzostwa Europy      | skok wzwyż  | srebrny medal |
| 1992 | Barcelona    | Igrzyska olimpijskie           | skok wzwyż  | 13. miejsce   |
| 1993 | Toronto      | Halowe mistrzostwa świata      | skok wzwyż  | 9. miejsce    |

## Rekordy życiowe
- skok wzwyż – 2,40 – Bratysława 20/06/1990 (rekord Rumunii)
- skok wzwyż (hala) – 2,38 – Wuppertal 03/02/1995 (rekord Rumunii)